# Северские походы Филона Кмиты
Северские походы Филона Кмиты — боевые действия войск ВКЛ под предводительством Филона Кмиты в 1562 году на русской Северщине в ходе русско-литовской войны 1561—1570 годов.
После истечения перемирия в 1561 году боевые действия на южном направлении начались с нападения 2-тысячного русского отряда, выступившего из Чернигова, на Остёр, взятие которого открывало путь на Киев. Державцем (комендантом) Остра был Филон Кмита, которому удалось нанести поражение русским силам. Преследуя отступающих, литовцы дошли до Чернигова, однако взять его не смогли, ограничившись сожжением и разграблением посадов и разорением округи. В ходе похода под Чернигов был разбит отряд путивльского наместника Григория Мещерского. Сам Кмита был ранен в правое плечо навылет.
Отойдя с добычей и полоном в Любеч, Кмита стал готовить новый поход на Стародуб, к которому его подталкивал Константин Острожский, приславший в подкрепление несколько сотен служилых белгородских татар. В походе также участвовал отряд гомельского старосты Тышкевича. Направившись под Стародуб, литовское войско одержало под его стенами победу над совершившим вылазку царским гарнизоном. Сам Стародуб взят не был. Обременённое добычей войско Кмиты начало отступать, когда на реке Снов на него напало ещё одно соединение русских войск под руководством Василия Темкина-Ростовского и Василия Волка. Кмита и в этом столкновении смог одержать победу. Волк и более 200 детей боярских были убиты, а Темкин-Ростовский и около 300 детей боярских попали в плен.
В 1565 году вновь ходил на Северщину во главе отряда из 1600 человек, сумев взяв Почеп.